# Sarıgerme
Sarıgerme war ein Dorf im Südwesten der Türkei an der Mündung des Flusses Sarısu zum Ägaischen Meer, zwischen Dalyan und Fethiye, etwa 50 km entfernt von der griechischen Insel Rhodos. Es liegt in der Provinz Muğla im Landkreis Ortaca.
Sarıgerme, der 20 km lange Sandstrand und die vorgelagerte Insel Baba Adası, sind heute bekannt als Feriengebiet. In der Antike lag hier die Stadt Pisilis deren Überreste teilweise ausgegraben und zu besichtigen sind.
Mit der Gebietsreform ab 2013 wurden alle Dörfer in Mahalle (Stadtviertel/Ortsteile) der Kreisstadt Ortaca herabgestuft. Der Mahalle Sarıgerme hatte Ende 2020 eine Bevölkerung von 680 Einwohnern.
In der Umgebung liegt die Ausgrabungsstätte der antiken Hafenstadt Kaunos.
Der nächste Flughafen ist im benachbarten Dalaman.